# Siddi (folk)
Siddi, även känd som Sheedi, Sidi, eller Siddhi, är en etnisk minoritet i  Pakistan och Indien. De härstammar från bantutalande folkgrupper längs Swahilikusten i sydöstra Afrika, av vilka de flesta fördes till Indien under Slavhandeln på Indiska oceanen. 
En del emigrerade dock som köpmän, sjömän, tvångsarbetare och legosoldater.